# Años 1350
Los años 1350 o década del 1350 empezó el 1 de enero de 1350 y terminó el 31 de diciembre de 1359.

## Acontecimientos
- Inocencio VI sucede a Clemente VI como papa en el año 1352.
- Batalla de Araviana (1359)

## Personas destacadas
- San Vicente Ferrer